# Columbus (ISS)
För andra betydelser, se Columbus (olika betydelser).
Columbus är ett trycksatt laboratorium på den internationella rymdstationen ISS. Columbus är Europas (ESA:s) största enskilda bidrag till ISS.
I Columbus utför astronauterna experiment vars resultat vetenskapsmän på Jorden sedan använder, till exempel inom medicin, ingenjörsvetenskap, bioteknik, fysik och materialteknik.

## Laboratoriet
Columbus har plats för tio stycken så kallade ISPR, (International Standard Payload Racks) vilket är en typ av rack i storlek av ungefär en telefonkiosk, där olika experimentmoduler kan monteras. Fem av dessa ISPR kommer enligt överenskommelse att användas av NASA.
Några av ESA:s ISPR är:
- Biolab, för experiment med bland annat mikroorganismer, celler, små växter och insekter.
- European Physiology Modules Facility (EPM), som forskar om effekter på människokroppen under rymdresor, men även andra fysiologiska experiment som kan leda till bättre behandling på Jorden av till exempel åldersrelaterad benskörhet och balans-handikapp.
- Material Science Laboratory Electromagnetic Levitator (MSL-EML) är experiment på metaller, legeringar och halvledare. Experimenten förväntas bland annat leda till bättre sätt att tillverka optiska linser.
- Fluid Science Laboratory (FSL) för experiment på vätskor. Experimenten här förväntas bland annat ge bidrag till bättre metoder att hantera oljespill.

Columbus har även fyra externa plattformar där experiment i rymdens vakuum kan utföras.

## Anslutningar
Columbus är ansluten till ISS på modulen Harmonys styrbordssida. Porten är av typen Common Berthing Mechanism.

## Dimensioner och vikt
- Längd:	6 871 mm
- Diameter 4 477 mm
- Vikt utan experiment: 10 275 kg
- Vikt vid uppskjutning: 12 800 kg
- Maximal vikt med experiment 21 000 kg

## Uppskjutning
Columbus sköts upp med STS-122 den 7 februari 2008.

### Fotnoter
1. ↑  Manned Astronautics - Figures & Facts, Columbus Arkiverad 25 augusti 2016 hämtat från the Wayback Machine., läst 17 augusti 2016.
2. ↑  ESA's sida om Columbus